# Sayonaraは言わない
『sayonaraは言わない』（サヨナラはいわない）は、1994年3月2日にリリースされた、日本のロックバンドPERSONZの10枚目のシングル（8cmCD）である。

## 概要
表題曲は東宝アニメーション映画『幽☆遊☆白書 冥界死闘篇 炎の絆』の主題歌。主題歌に起用されたため、8枚目のアルバム『砂の薔薇』からシングルカットされた。カップリング曲「HELLO, NEW FRONTIER」も同アルバムよりの採用だが、こちらはアレンジ版となっている。同時発売の2種類があり、表題曲のカラオケ版（インストゥルメンタル）を含む3曲入りの通常盤（品番：TODT-3188）と、ジャケット両面に『幽☆遊☆白書』の劇場アニメイラストを使用した表題曲1曲のみのアニメ盤（品番：TODT-3209）が存在する。販売価格は通常盤が1,000円、アニメ盤が500円と表記されている。

## 収録曲

### 通常盤
品番：TODT-3188
1. sayonaraは言わない
（作詞：JILL / 作曲：JILL）
2. HELLO, NEW FRONTIER (Outsider Version)
（作詞：JILL / 作曲：渡邉貢）
3. sayonaraは言わない (ORIGINAL KARAOKE)

### アニメ盤
品番：TODT-3209 (1曲入)
1. sayonaraは言わない
（作詞：JILL / 作曲：JILL）